# Domènec Sanllehy
Domènec Joan Sanllehy i Alrich (Barcelona, 1847-Barcelona, 1911) fue un político español, alcalde de Barcelona a comienzos del siglo XX. 

## Biografía
Era hijo del médico homeópata Joan Sanllehy i Metges, y yerno del banquero Manuel Girona i Agrafel, por cuanto se casó con su hija Anna Girona i Vidal, marquesa de Caldes de Montbui.

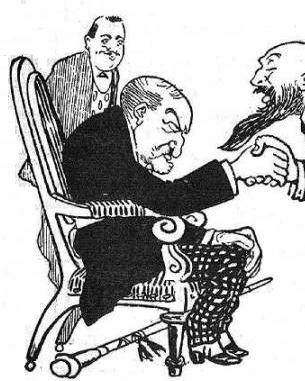
Caricatura de Domènec Sanllehy, después del voto de censura de 1908.

Estudió derecho y militó en el Partido Liberal Conservador, con el que fue escogido miembro de la Diputación de Barcelona en 1901 y alcalde de Barcelona en septiembre de 1906, cargo que desempeñó hasta 1908. También invirtió en ferrocarriles y fue miembro de la comisión organizadora de la Caja de Pensiones de Barcelona.
Durante su mandato se inició la reforma interior de Barcelona. Dimitió en mayo de 1908, después de un voto de censura de la oposición, al suspender la aprobación de la base del presupuesto de Cultura de 1908 que hacía referencia a la enseñanza neutra. Aun así, la dimisión no le fue aceptada hasta el año siguiente. Entre otros cargos también fue presidente de la Sociedad de Atracción de Forasteros de Barcelona, creada por él en 1908, y presidente del Círculo del Liceo en 1900-1903, 1905-1906 y 1909-1910. 
Como alcalde de Barcelona, donó la obra Desconsuelo al Museo Nacional de Arte de Cataluña.
Tiene dedicada una plaza en Barcelona, en la cual se encuentra también una fuente-escultura en homenaje suyo, creada en 1928 con un diseño de Nicolau Maria Rubió i Tudurí, autor también de la plaza. La fuente consta de una pila sobre la que se alza un monolito de piedra con un medallón en relieve con la efigie del homenajeado, obra de Rafael Solanic. Falleció el 9 de enero de 1911.